# Охолоджуюча підставка

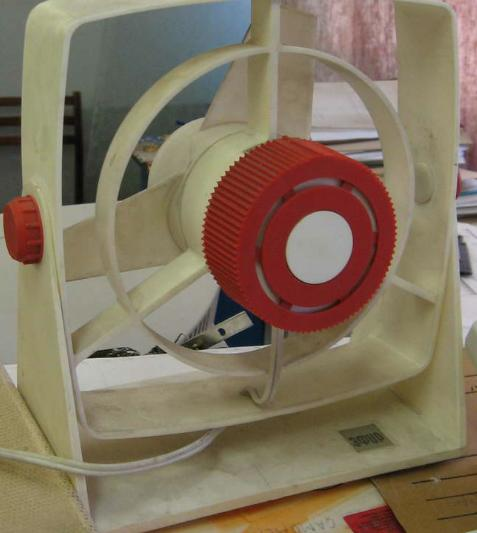
Вентилятор

## Головне
Охолоджуюча підставка існує у вигляді тонкої пластикової або алюмінієвої дошки в яку вбудовані вентилятори. Якщо підставка має пасивне охолодження, то вентилятори в ній не передбачені. Вентилятори нагнітають потоки холодного спрямованого повітря, що сприяє посиленому охолодження нижньої частини ноутбука. Якщо охолоджуюча підставка якісної збірки і має активне охолодження у вигляді декількох вентиляторів, то такий пристрій здатний знизити температуру вашого ноутбука на 10-15%. В основному, підставки призначені для охолодження ноутбуків, але зустрічаються і універсальні, які здатні охолодити надра і стаціонарного комп'ютера. Постарайтеся купувати підставку по необхідності і вимогам, а так само, якщо вона вам дійсно необхідна.

## Класифікація
«Охолоджуючі підставки для ноутбуків можуть мати два типи охолодження»:
- Охолоджуюча підставка з пасивним охолодженням;
- Охолоджуюча підставка з активним охолодженням.

Пристрої, які мають пасивне охолодження, не мають вентиляторів і просто створюють повітряну подушку між ноутбуком і поверхнею, на яку він встановлений. Підставки з активним охолоджуючим ефектом можуть мати від одного до шести кулерів, які обдувають нижню поверхню ноутбука, тим самим розсіюючи температуру. В даний час можна зустріти підставки виконані з пластика, алюмінію і навіть кераміки, що не може не здивувати.

## Як слід обирати охолоджуючу підставку
- Тип охолоджуючої підставки. Перше, на що вам слід звернути пильну увагу, це тип охолодження. Якщо ваш ноутбук гріється досить таки сильно і створюється враження, що від нього можна підкурювати сигарету, то природно, вам буде потрібно активний тип охолодження. У тому випадку, якщо нагрівання не дуже сильний, то ваш варіант - пасивний тип охолодження. Охолоджуюча підставка з пасивним охолодженням зможе впоратися з маленькими температурами і ви можете користуватися ноутбуком встановлюючи його на м'які поверхні. Не варто працювати на ноутбуці встановлюючи його на коліна, м'які меблі, постіль і так далі, якщо у вас немає підставки. При такій роботі перекриваються технічні отвори для нагнітання повітря і ви можете втратити свого електронного друга.
- Розміри охолоджуючої підставки. При виборі охолоджуючої підставки зверніть увагу на розміри поверхні підставки, на яку встановлюється ноутбук. Поверхня підставки і нижня частина вашого ноутбука повинні відповідати один одному по площі.
- Потужність охолоджуючих вентиляторів. Ця характеристика на мій погляд найважливіша. Адже чим потужніший кулер нагнітає повітря на ваш ноутбук, тим краще він охолоджується. Так само, вентилятори можуть мати різне розташування і зустрічаються підставки під певні моделі ноутбуків.
- Рівень шуму вентиляторів. Як відомо, рівень шуму визначається в децибелах і відповідно, якщо в параметрах підставки вказані великі цифри, то вона буде досить галасливою. Зараз можна купити охолоджуючу підставку з умовно-безшумними кулерами «ICE Hammer» і іншими, які мають підшипники кочення, тим самим знижують тертя і рівень шуму. Я думаю, якщо ви займаєтеся роботою, яка вимагає підвищеної зосередженості, то тиша навколо вас може мати місце.
- Кількість охолоджуючих вентиляторів. На моїй пам'яті зустрічалися охолоджуючі підставки з одним, двома і шести вентиляторами. Але, чим більше вентиляторів, тим більше шуму (навіть якщо вентилятори умовно безшумні). На мій погляд краще вибрати пристрій з одним, але потужним і великим кулером мають підвищену кількість дрібних лопатей. І шуму менше і вітру більше.
- Дизайн підставок. Сучасна охолоджуюча підставка може мати стильний або готичний вигляд, колір починаючи від чорного і закінчуючи сіро-буро-малиновим в цяточку, орнамент підсвічування і так далі. Як то кажуть - «на смак і колір, товаришів немає. Просто пам'ятайте, чим більше різних примочок, тим вище ціна пристрою. Цей закон діє на всю електроніку, та й не тільки на неї.
- Електроживлення. Якщо ви любитель компактності і вам подобається, щоб все було під рукою, то можна вибрати охолоджувальну підставку з живленням від USB-кабелем, який підключається до самого ноутбука. У тих випадках, коли це не принципово, то існують підставки з зовнішнім електроживленням, яке підключається через адаптер в мережу 220В. Знову ж, за задоволення треба платити. Так само, живлення від ноутбука знижує час роботи батареї приблизно в 2 рази, але зручно при роботі поза домом.